# Γ-丁内酯
γ-丁内酯（英語：gamma-Butyrolactone，簡稱GBL）是一种易潮解的无色油状液体，有较弱的特征气味并且能溶于水。γ-丁内酯是化学中的一个常见溶剂和反应试剂，它也被用作一种芳香物、去污剂、氰基丙烯酸酯去除剂、除漆剂以及一些液体铝电解电容器的溶剂。
在鋰電池的製造上，γ-丁内酯被當做鋰離子的特殊非水溶液。

## 製備
γ-丁内酯可以由1,4-丁二醇的催化脫氫製備而成，反應溫度為180–300 °C，同時需要銅催化劑。此方法的產率約爲95%。